# Maria Helena Toledo
Maria Helena Toledo (Belo Horizonte, 30 de junio de 1937 - Río de Janeiro, 3 de febrero de 2010) fue una cantante y letrista brasileña, una de las figuras relevantes del bossa nova y jazz brasileño de los años 60 junto a Luiz Bonfá.

## Biografía
Comenzó su carrera artística en 1947 con su hermana Rosana Toledo, formando la dupla Irmãs Toledo (Hermanas Toledo). En 1951, tras la disolución del dúo, se traslada a Río de Janeiro, donde empieza a grabar sus primeras canciones y se presenta en diferentes canales de televisión.
Ya en 1960 incursiona en la composición, escribiendo la canción "Me leva pra longe" con Luiz Bonfá. En 1961 contraen matrimonio y se establecen en Estados Unidos, componiendo y grabando varias canciones, tales como "Mania de Maria", "Sorrindo", "Se eu pudesse voltar", "Indiferença", "Melancolia", "Menina flor", "Reverso", "Saudade vem correndo" y "Cantiga da vida".
Fue la primera cantante brasileña en grabar con Stan Getz, en febrero de 1963, para el álbum Jazz Samba Encore!, un mes antes que su compatriota Astrud Gilberto, quien trabajó con el saxofonista en el disco Getz/Gilberto, lanzado en 1964.

## Carrera
En 1963 grabó con Stan Getz y Luiz Bonfá el álbum Jazz Samba Encore! bajo el sello Verve, que se mantivo durante 11 semanas en la lista Top LP de Billboard.
Con Bonfá, su esposo, grabó Braziliana en 1965, después del enorme éxito de Getz/Gilberto, incrementando el interés del público en la samba y el bossa nova en Europa y Estados Unidos.
En 1966 participó como compositora en el Primer Festival Internacional da Canção con Bonfá del tema "Dia das rosas", siendo interpretado por Maysa, quien obtuvo el 3er lugar en el certamen.
Un año después, Toledo lanzó su primer álbum en solitario, Sings The Best of Luiz Bonfá, bajo United Artists, recibiendo la aclamación de la crítica.

## Vida personal
En 1961 contrajo matrimonio por segunda vez con Luiz Bonfá, trabajando juntos en Estados Unidos durante la década de los 60 y los primeros años de los 70. En 1974 regresan a Brasil y se instalan en Río de Janeiro. Dos años más tarde se divorcian, y Maria se retira como cantante.
En Nueva York se hizo íntima amiga de Astrud Gilberto, quien además grabó una de sus composiciones, "Tristeza", en su álbum The Shadow of Your Smile en 1965. A su vez, Toledo grabó voces y coros para el disco Now en 1972.
Falleció el 3 de febrero de 2010 a los 72 años. Su hermana Rosana, también cantante, falleció en febrero de 2014.

## Discografía

### Álbumes en solitario
- Sings The Best of Luiz Bonfá (1967)

### Álbumes colaborativos
- Jazz Samba Encore! (1963) con Stan Getz y Luiz Bonfá
- Braziliana (1965) con Luiz Bonfá

### Sencillos
- "Sambura" / "Whistle Samba" (1965) con Luiz Bonfá
- "Samba Saravah" / "Kalue" (1967) con Pierre Barouh
- "Sambura" / "Cavaquinho" (1968) con Luiz Bonfá
- "Manhã de Carnaval" / "Kalue"

### Recopilatorios
- Bossa Nova Sambalero (1993) con João Gilberto, Astrud Gilberto y Stan Getz